# Панамериканский чемпионат по дзюдо 1997
Панамериканский чемпионат по дзюдо 1997 года прошёл 29-31 августа в городе Гвадалахара (Мексика) под эгидой Панамериканского союза дзюдо. Чемпионат был 22-м по счёту. Шестой раз подряд сильнейшими на континенте стали представители Кубы, которые на этом чемпионате завоевали 14 наград: 9 золотых, 3 серебряных и 2 бронзовых. Всего по ходу соревнований на пьедестал поднимались спортсмены из 12 стран.

## Медалисты

### Мужчины
| Категория   | Золото                      | Серебро                      | Бронза                                                            |
| ----------- | --------------------------- | ---------------------------- | ----------------------------------------------------------------- |
| до 56 кг    | Суил Барраган · Венесуэла   | Эктор Галлоса · Пуэрто-Рико  | Энрике Пас · Сальвадор Жуан Дерли · Бразилия                      |
| до 60 кг    | Маноло Пулот · Куба         | Хорхе Ленсина · Аргентина    | Бернардо Перес · Доминиканская Республика Фулвио Мията · Бразилия |
| до 65 кг    | Исраэль Планас · Куба       | Мартин Риос · Аргентина      | Энрике Гимарайш · Бразилия Мелвин Асеведо · Пуэрто-Рико           |
| до 71 кг    | Джеймс Педро · США          | Себастьян Перейра · Бразилия | Диего Матео · Доминиканская Республика Эрнст Ларак · Гаити        |
| до 78 кг    | Флавиу Канту · Бразилия     | Гастон Гарсиа · Аргентина    | Тодд Брее · США Габриэль Артеага · Куба                           |
| до 86 кг    | Эдельмар Зано · Бразилия    | Брайан Олсон · США           | Йосван Деспан · Куба Хосе Геральдино · Доминиканская Республика   |
| до 95 кг    | Аурелиу Мигел · Бразилия    | Анхель Санчес · Куба         | Рафаэль Хуэсо · США Луис Лопес · Венесуэла                        |
| свыше 95 кг | Орландо Бассино · Аргентина | Хорхе Фис Кастро · Куба      | Фелипе Варгас · Бразилия Освальдо Норат · США                     |

### Женщины
| Категория   | Золото                    | Серебро                      | Бронза                                                 |
| ----------- | ------------------------- | ---------------------------- | ------------------------------------------------------ |
| до 45 кг    | Займарис Кальдерон · Куба | Роселин Хуаракан · Венесуэла | Бланка Гонсалес · Колумбия Эвелин Матиас · Пуэрто-Рико |
| до 48 кг    | Амарилис Савон · Куба     | Андреа Родригес · Бразилия   | Сесилия Мартинес · Мексика Хиллари Вольф · США         |
| до 52 кг    | Легна Вердесия · Куба     | Каролина Мариани · Аргентина | Лилиана Ибара · Колумбия Мариса Педула · США           |
| до 56 кг    | Дриулис Гонсалес · Куба   | Бригит Ластраде · Канада     | Анджела Валлес · Колумбия Даниэль Зангардо · Бразилия  |
| до 61 кг    | Мишель Бэкингем · Канада  | Кения Родригес · Куба        | Нюрка Пердомо · Венесуэла Мария Пассиарини · Аргентина |
| до 66 кг    | Сибелис Веранес · Куба    | Мари-Элен Чисольм · Канада   | Ваня Исии · Бразилия Марианела Астудилло · Венесуэла   |
| до 72 кг    | Диаденис Луна · Куба      | Лорена Брисено · Аргентина   | Эдинанси Силва · Бразилия Францис Гомес · Венесуэла    |
| свыше 72 кг | Дайма Бельтран · Куба     | Розенстил Коллин · США       | Эдилин Андраде · Бразилия Жакинт Мэлони · Канада       |

## Медальный зачёт
*   Принимающая страна (Мексика)
| Место           | Страна                   | Золото | Серебро | Бронза | Всего |
| --------------- | ------------------------ | ------ | ------- | ------ | ----- |
| 1               | Куба                     | 9      | 3       | 2      | 14    |
| 2               | Бразилия                 | 3      | 2       | 8      | 13    |
| 3               | Аргентина                | 1      | 5       | 1      | 7     |
| 4               | США                      | 1      | 2       | 5      | 8     |
| 5               | Канада                   | 1      | 2       | 1      | 4     |
| 6               | Венесуэла                | 1      | 1       | 4      | 6     |
| 7               | Пуэрто-Рико              | 0      | 1       | 2      | 3     |
| 8               | Доминиканская Республика | 0      | 0       | 3      | 3     |
| 8               | Колумбия                 | 0      | 0       | 3      | 3     |
| 10              | Гаити                    | 0      | 0       | 1      | 1     |
| 10              | Мексика*                 | 0      | 0       | 1      | 1     |
| 10              | Сальвадор                | 0      | 0       | 1      | 1     |
| Всего стран: 12 | Всего стран: 12          | 16     | 16      | 32     | 64    |